# 五百蔵氏
五百蔵氏（いおろいし）は、日本の武家の一つ。戦国時代の武家。

## 出自
伊勢平氏の家系である平正盛及び平忠正の末裔を称しており、忠正が保元の乱に敗れると、その一族が領地であった大和国宇治郡安岡荘に隠れ安岡姓を名乗り、屋島の戦いの後に土佐国安芸郡吉良川に移り吉良川城を居城として付近を領有していたが、その一族の分家が土佐国香美郡韮生谷五百蔵に住み、安岡姓を改めて五百蔵姓を名乗ったという。
天文18年（1549年）、長宗我部国親が山田氏を攻め滅ぼした際に長宗我部氏の配下に降った。
五百蔵筑後守の後を継いだ五百蔵左馬進は、天正14年（1586年）の戸次川の戦いで討死。養子となった五百蔵左馬進 (2代目)も、長宗我部盛親に従ったが、慶長20年（1615年）の大坂夏の陣にて討死した。長宗我部氏滅亡後は、他国に移り住む者も現れ、兵庫県の三木市や明石市に集中しているが、読み方は「いおくら」に変わっている。

## 居城
- 五百蔵城[5][6]

## 菩提寺
- 報恩寺[3]

## 地名との関連
高知県香美市香北町五百蔵
居住していた韮生谷五百蔵にちなんで、五百蔵姓を名乗ったと言われる。
兵庫県神戸市西区神出町五百蔵
正徳3年(1713年)、美嚢郡吉田村に住む五百蔵孫六勝成が、明石郡藩主松平直明に雄岡山下の新田開発を行う願書を明石郡代奉行を通じて提出し、その開発によりできた集落と言われる。